# Marek Kamiński

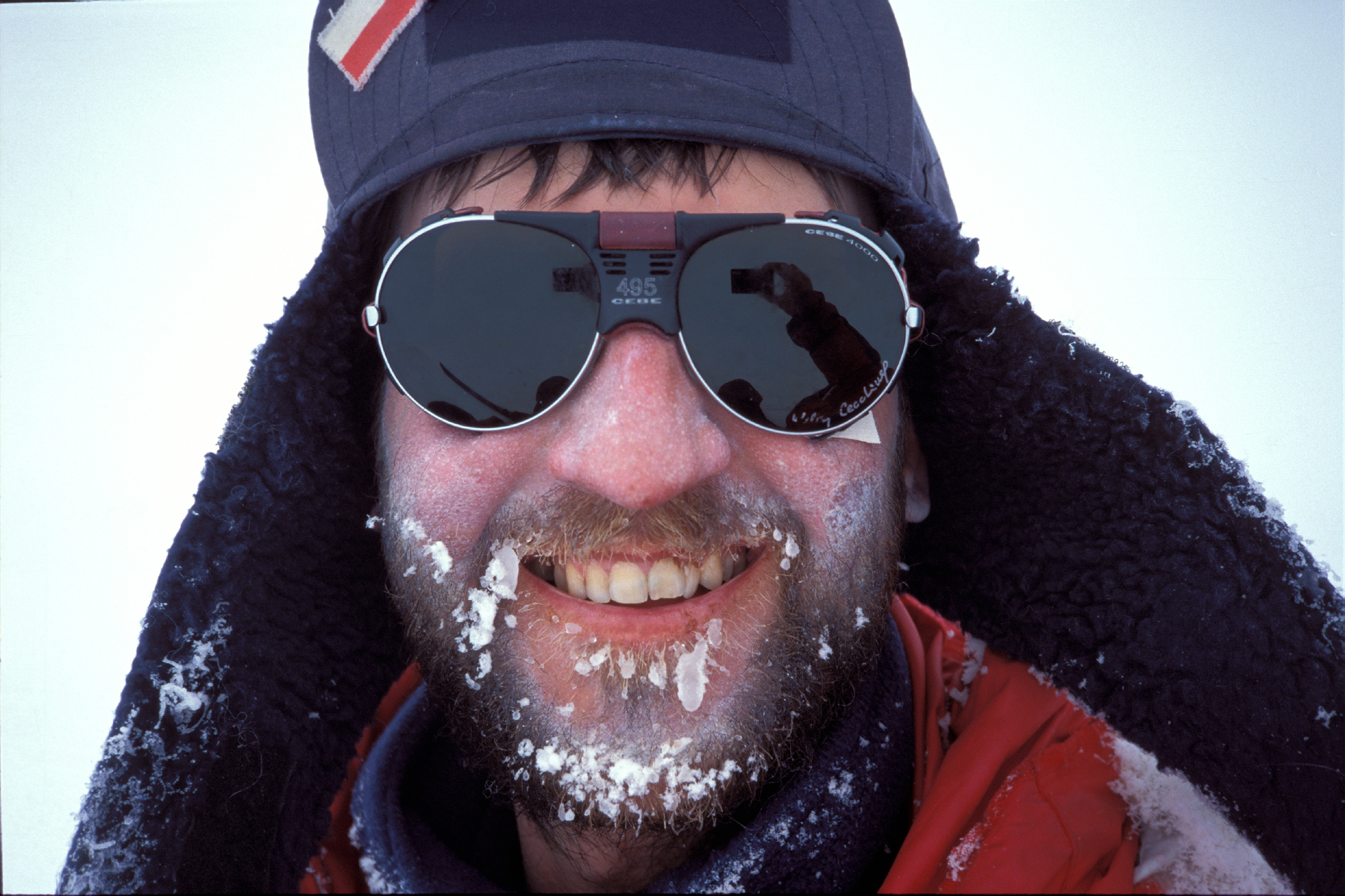
Marek Kamiński

Marek Kamiński (* 24. März 1964 in Danzig) ist ein polnischer Polarforscher, Autor, Photograph und Unternehmer. Er war einer der ersten Menschen, die beide Pole in einem Jahr ohne externe Unterstützung erreichten: Am 23. Mai 1995 erreichte er mit Wojciech Moskal den Nordpol und am 27. Dezember 1995 den Südpol im Alleingang.

## Leben
Kamiński wuchs in Połczyn-Zdrój (Pomerania) auf. 1982 beendete er die Wladyslaw Broniewski High School in Koszalin und studierte anschließend Philosophie und Physik an der Universität Warschau. Kamiński ist Gründer und der Co-Inhaber der Invena S.A. sowie Gründer der Marek-Kaminski-Stiftung. Er hat als Autor und Co-Autor mehrere Bücher über seine Expeditionen geschrieben. Seine Artikel und Fotografien sind auch in vielen Zeitschriften einschließlich National Geographic veröffentlicht worden. Er hielt zudem Vorträge zu seinen Expeditionen sowie über Themen wie Motivation und Überwindung von Barrieren in Polen, in den USA und in anderen Ländern einschließlich Antarktis.
Kamiński  ist Mitglied des Explorers Club, des Anschluss Der Polnischen Verfasser und der Polnischen Akademie der Wissenschaften Ausschuss für polare Forschung.
Er beherrscht acht Sprachen: Englisch, Deutsch, Norwegisch, Russisch, Französisch, Spanisch, Italienisch und Japanisch. Er wohnt mit seiner Frau und beiden Kindern in Sopot.

## Hauptexpeditionen
- 1977: Dänemark – erste unabhängige Expedition, mit einem Frachtschiff zum Tor von Aalborg
- 1978: Marokko-Reise mit einem Schiff zum Tor von Safi
- 1984: UdSSR (jetzt Russland), Skandinavien, Deutschland, Rumänien, Bulgarien, Griechenland, die Türkei und Jugoslawien – per Anhalter
- 1985: Kuba, Mexiko (Mexiko DF, Yucatan, Chiapas) – per Anhalter
- 1987: Kuba, Mexiko (Mexiko DF, Yucatan, Oaxaca, Chihuahua, Chiapas) – per Anhalter
- 1990: Spitzbergen – erste polare Solo-Expedition (ungefähr 350 Kilometer auf Skiern)
- 1993: „TransGreenland Expedition“ – erste Überquerung Grönlands zu Fuß, mit Wojciech Moskal (ungefähr 600 Kilometer in 35 Tagen);
- 1995: „Von Pol zu Pol“ – Von der Insel „Ward Hunt“ zusammen mit Wojciech Moskal (770 Kilometer in 72 Tagen) erreichte er den Nordpol
- 1995: „Ein Pole bei den Polen“ – Solo-Expedition zum Südpol von der Berkner-Insel (1.400 Kilometer in 53 Tagen)
- 1996/1997: „Solo TransAntarctica“ – versuchte Solo-Überfahrt von der Antarktik (1.450 Kilometer)
- 1997/1998: Antarktik – Besteigung der Ellsworth-Berge und Erreichen des Gipfels des Mount Vinson, mit Leszek Cichy
- 1998: Kilimanjaro in Tansania, Mount Kosciuszko in Australien
- 1998: Bolivien – Expedition zu den bolivianischen Anden, der Gipfel von Hauyna Potosi, Reise nach Amazonien, mit Børge Ousland
- 1999: Segeln über den Atlantik mit der Yacht die „Zwillinge“, mit Andrzej Piotrowski
- 1999: „Earth Expedition“ – Überquerung der Gibson-Wüste in Australien (700 Kilometer in 60 Tagen)
- 2000: „Race 2000“ segelte er über den Atlantik mit dem Katamaran „Polfarma – Warta“ zusammen mit Roman Paszke
- 2000: „Grönland-Expedition 2000“ – Überfahrt Grönland, mit Wojciech Ostrowski (600 Kilometer in 13 Tagen)
- 2000: „Amazonas Quelle 2000“ – Expedition zu den Quellen des Amazonas unter dem Patronat der National Geographic Society
- 2001: Sansibar, Kilimanjaro in Tansania, mit Katarzyna Pisera
- 2001: „Nordpol 2001“ – er begleitete die erste polnische Touristen-Expedition zum Nordpol als Führer
- 2001: Dolomiten (Cortina d’Ampezzo), mit Katarzyna Pisera und Leszek Cichy;
- 2002: Expedition zum Nordpol als Führer
- 2002: Dolomiten (Marmolada), mit Katarzyna Pisera
- 2003: Heiliges Land – Jerusalem, Cesarea, Netania, Mosada, Tel Aviv, Jaffa, mit Katarzyna Pisera
- 2004: „Zusammen zu den Polen“ – Expedition zu beiden Polen in einem einzigen Jahr mit dem behinderten Jugendlichen Jasiek Mela, mit Wojciech Ostrowski und Wojciech Moskal (Nordpol)
- 2005: „Um die Ostsee durch Dinghy“ – eine Fünftagereise, eine Feier des 25. Jahrestages von Solidarność, mit Miroslaw Kukula und Wojciech Ostrowski
- 2006: „Baby an Bord – durch Polen mit Pola“ – eine Reise durch Polen auf dem Fluss Vistula, mit Frau Katarzyna und Tochter Pola
- 2007: „Baby an Bord – durch die Welt mit Pola“ – eine Reise nach Norwegen (Oslo, Finnmarksvidd, Lofoten, Flåmsbana), mit Frau Katarzyna und Tochter Pola.

## Publikationen
- Mit Slawomir Swerpel, Wojciech Moskal: Nie tylko Biegun („nicht nur der Nordpol“), Muza SA, Warschau 1996

- Moje bieguny. Dzienniki z wypraw 1990–1998 („Meine Polen - Expedition-Tagebücher 1990–1998“), Ideamedia, Gdańsk 1998–bekam den Artus Preis in der Kategorie „Bestes Buch des Jahres 1998“ und den „Bernsteinfarbiger Schmetterling“ Preis in der Arkady Fiedler für das beste polnische Buch in der Tourismus Kategorie.
- mit Jacek Bunsch: Poczta polska, czyli niezwykle dzieje pewnego listu („Die polnische Post oder die ungewöhnliche Geschichte eines Briefes“), Wydawnictwo Europa, Wrocław 2000.
- Moje wyprawy („meine Expeditionen“), Pascal, Bielsko-Biała 2001
- Razem Na Biegun („zusammen zum Polen“), Marek Kaminski Stiftung, Gdańsk 2005

## Filme
- Zdobycie Bieguna Polnocnego („Erreichen des Nordpols“), dir. J. Surdel (1995)
- Dwa Bieguny W jednym roku. Arctica („Zwei Pole in einem einzigen Jahr - die Arktis“), dir. J. Surdel (1995)
- Dwa Bieguny W jednym roku. Antarktik („zwei Pole in einem einzigen Jahr - die Antarktis“), dir. J. Surdel (1996)
- Tamtego lata W Patriot-Hill („dieser Sommer in den Patriot-Hill“), dir. J. Surdel (1996)
- Trzeci Biegun. Przerwana wyprawa („Der dritte Pol - eine unterbrochene Expedition“), dir. J. Surdel (1997)
- Transantarctica 96/97, dir. J. Surdel (1997)
- Dlaczego? Wyprawa Na Millitorr Vinson („Warum? Expedition, zum Millitorr Vinson“), dir. W. Ostrowski (1998)
- Portret meski we wnetrzu („Portrait eines Mannes von innen“), dir. F. Bajon (1999)
- Grenlandia za plecami Marka Kaminskiego („Grönland hinter Marek Kamiskis Rücken“), dir. W. Ostrowski (2000)
- Razem Na Biegun („zusammen zum Pol“), dir. W. Ostrowski (2005)
- Weiß heraus. Wyprawa poza cie? („Weiß-heraus - eine Expedition über den Schatten hinaus“), dir. W. Szumowski (2005)
- Pontonem dookola Baltyku („um die Ostsee mit dem Schlauchboot“), dir. W. Ostrowski (2005)
- Z Pola przez Polske („über Polen mit Pola“), dir. W. Szumow

## Preise
- Hauptpreise „Jüngster Geschäftsmann des Jahres 1994“ im polnischen Abschnitt der internationalen World Young Business Achiever (1994)
- Krzyż Kawalerski Orderu Odrodzenia Polski, für das Erreichen des Nordpols, zugesprochen vom Präsidenten Lech Wałęsa (1995)
- SportWAR Goldmedaille für das Erreichen des Nordpols (1995)
- Medien Polonia Preis „für das Glorifizieren Polens und des polnischen Geistes“ (1996)
- Wojciechs Medaille, eine Ehrendekoration zugesprochen vom Danzig Stadtrat, „Für das berühmt machen von Danzig“ (1997)
- „Bernsteinfarbiger Schmetterling“ Preis in der Arkady Fiedler Konkurrenz, für das Buch Moje bieguny. Dzienniki z wypraw 1990–1998 (1999)
- Preis „des Forschers 2000“ zugesprochen am Festival des Forschers Lódz (2000)
- „Schmetterling 2003“ Preis zugesprochen durch die Jolanta Kwasniewska Stiftung, für Mut und das Darstellen der Behinderten als voll-fähige Teilnehmer an allgemeinem Leben (2004)
- „Superkolos 2004“ Preis zugesprochen für die größte Sportleistung in der Geschichte der polnischen polaren Erforschung – Erreichen des Nordpols am 23. Mai 1995 (2004)
- Diplom des Außenministers für die Förderung Polens in der Welt (2005)
- „furchtloser Beschützer für die Kranken und Behinderten“, Medaille zugesprochen vom Patriarchen von Gdańsk, seiner Exzellenz Vater Tadeusz Goclowski (2005)
- Titel Botschafter des Christian Anderson, für die Förderung der menschlichen Rechte, des Systems von Werten und der menschlichen Möglichkeiten (2005)
- „Geschäft und Neigung“ Preis zugesprochen am Festival des Forschers Lódz (2006)
- „Hl.-Bruder-Albert-Medaille“ für den Beweis, dass eine behinderte Person ein voll-fähiger Teilnehmer an allgemeines Leben sein kann, schwierige Aufgaben durchführen und seine Träume erfüllen kann (2007)
- „spezieller Preis des internationalen TourFilm Festivals Plock“ für die Touristikforderung in der Welt (2007)
- Das Guinness-Buch der Weltrekorde, der Ausgabe 1995–die erste und einzige Person, die beide Pole in einem einzigen Jahr, ohne externe Unterstützung erreichte.
- Ehrenbürgerschaft der Stadt Koszalin, Polczyn-Zdrój und der Grafschaft Tarlów.

## Marek Kaminski Stiftung
Die Marek Kaminski Stiftung wurde 1996 gegründet. Sie fördert pädagogische Programme wie die Geldbeschaffung für Prothesen für Bedürftige. Seine gesetzlichen Ziele schließen auch unterstützende Erforschung der polaren Regionen ein, fördert polare Studien und Ökologie und unterstützt junge Teilnehmer in Expeditionen.